# Mladi Sheldon
Mladi Sheldon (v izvirniku angleško Young Sheldon) je ameriška televizijska serija producenta Chucka Lorra in Stevena Molara, premierno prikazana 25. septembera 2017 na televizijskem kanalu CBS.
Situacijska komedija je spin-off in predzgodba serije Veliki pokovci in pripoveduje o odraščanju protagonista Sheldona Cooperja.
CBS je na račun uspeha pogodbo za snemanje podaljševal sedem sezon. Novembra je napovedal, da bo sedma sezona, ki se bo začela predvajati 17. februarja 2024, zadnja, in se bo končala 16. maja 2024 z enourno finalno epizodo.